# Cantus Arcticus

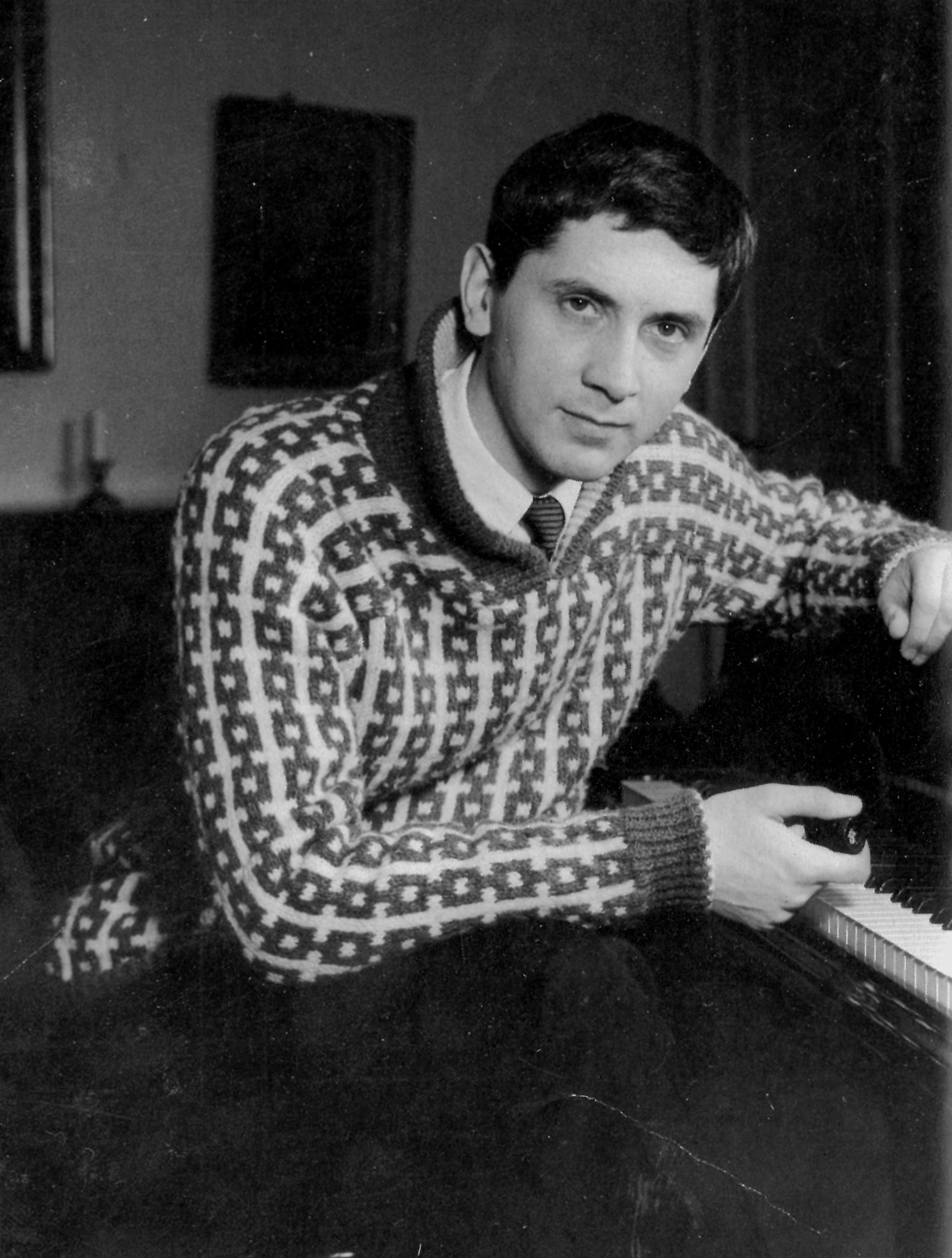
Einojuhani Rautavaara en la década de 1950

Cantus Arcticus, op. 61, Subtitulada Concierto para pájaros y orquesta, es una composición orquestal del compositor finlandés Einojuhani Rautavaara escrita en 1972. Se trata de una de sus obras más famosas y destaca por incluir grabaciones en cinta magnética de cantos de pájaros grabados cerca del Círculo polar ártico y en los pantanos de Liminka en el norte de Finlandia.

## Estructura
La obra consta de tres movimientos:
- El primer movimiento, El Pantano, comienza con un dueto de flautas, tras el que se unen los otros instrumentos de viento-madera, seguido por los sonidos de los pájaros.
- El segundo movimiento, Melancolía, representa una grabación ralentizada del canto de la alondra cornuda.
- El movimiento final, Cisnes migrando, toma la forma de un largo crescendo para orquesta, con los sonidos de cisnes cantores, antes de que tanto el canto de las aves como la orquesta se desvanezca como si se perdiera en la distancia.

## Contexto histórico

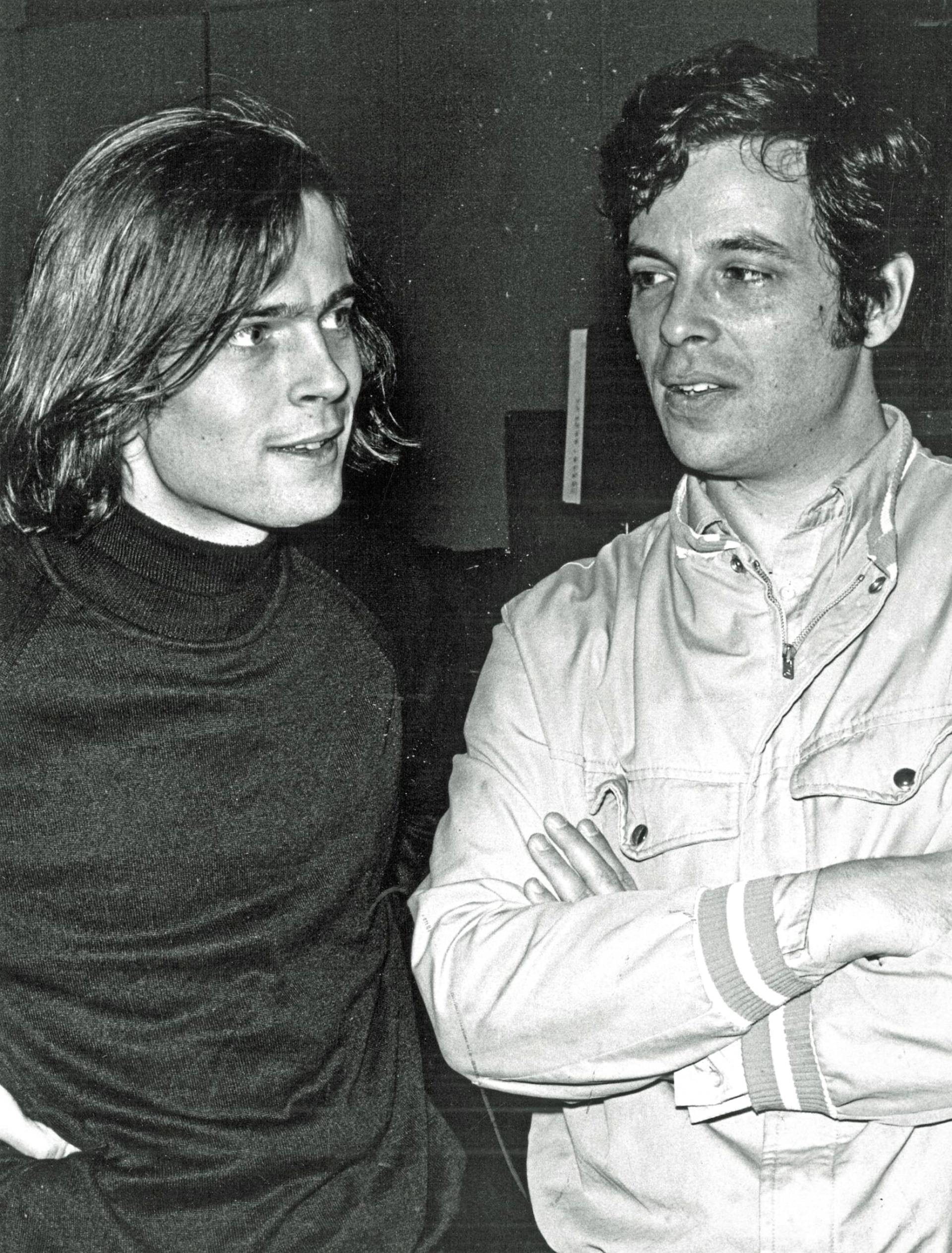
El compositor de música electrónica Erkki Kurenniemi (izda) y el director de orquesta Stephen Portman (dcha) organizadores del concierto en la Universidad de Oulu donde se estrenó Cantus Arcticus (1972)

Rautavaara recibió el encargo para la creación de Cantus Arcticus por parte de la Universidad de Oulu para la celebración de su primera ceremonia de doctorado.

"Con la orquesta, intenté reproducir la oscilante atmósfera del crepúsculo norteño - frío pero muy estimulante, en la misma frontera entre lo real y lo imaginario -, ante la que se despliega el misterioso contrapunto de los cantos de los pájaros entre los murmullos del bosque; hay grullas, cisnes y especies no identificables, cuyos cantos imitan los metales de la orquesta. Para conseguir que los intérpretes se situaran, les sugerí por escrito que pensaran en el Otoño y en Tchaikovsky".
Einojuhani Rautavaara (recorresonidos.blogspot.com, 11 de septiembre de 2011) 